# IC 737
IC 737 је елиптична галаксија у сазвјежђу Лав која се налази на листи објеката дубоког неба у Индекс каталогу.
Деклинација објекта је + 12° 43' 38" а ректасцензија 11h 48m 27,5s. Привидна величина (магнитуда) објекта IC 737 износи 13,7 а фотографска магнитуда 14,7. IC 737 је још познат и под ознакама MCG 2-30-39, CGCG 68-70, HCG 59A, PGC 36861.